# 中井家住宅
中井家住宅（なかいけじゅうたく）は、奈良県御所市にある歴史的建造物。同市の中心市街地、旧御所町に多く建つ町家の一つ。主屋には江戸時代の寛政4年（1792年）の棟札があり、座敷棟、土蔵とともに2007年に国の登録有形文化財に登録されている。

## 概要
中井家は江戸時代後期に町庄屋を務めた商家で、屋号は「茶売屋」。「御所町検地絵図」（寛保2年・1742年）など江戸時代の御所町の公文書を千点近く所蔵する。親族の与謝野晶子や柳原白蓮ら歌人の資料も残し、白蓮が宮崎龍介と駆け落ちした直後に書いた書状も確認された。現在も中井家が居住しているため、一般の見学はできない。
奈良女子大学教授の上野邦一らが2004年に調査をおこなった結果、創建当時は農家に近い造りの建築だったことが明らかになっている。

## 文化財

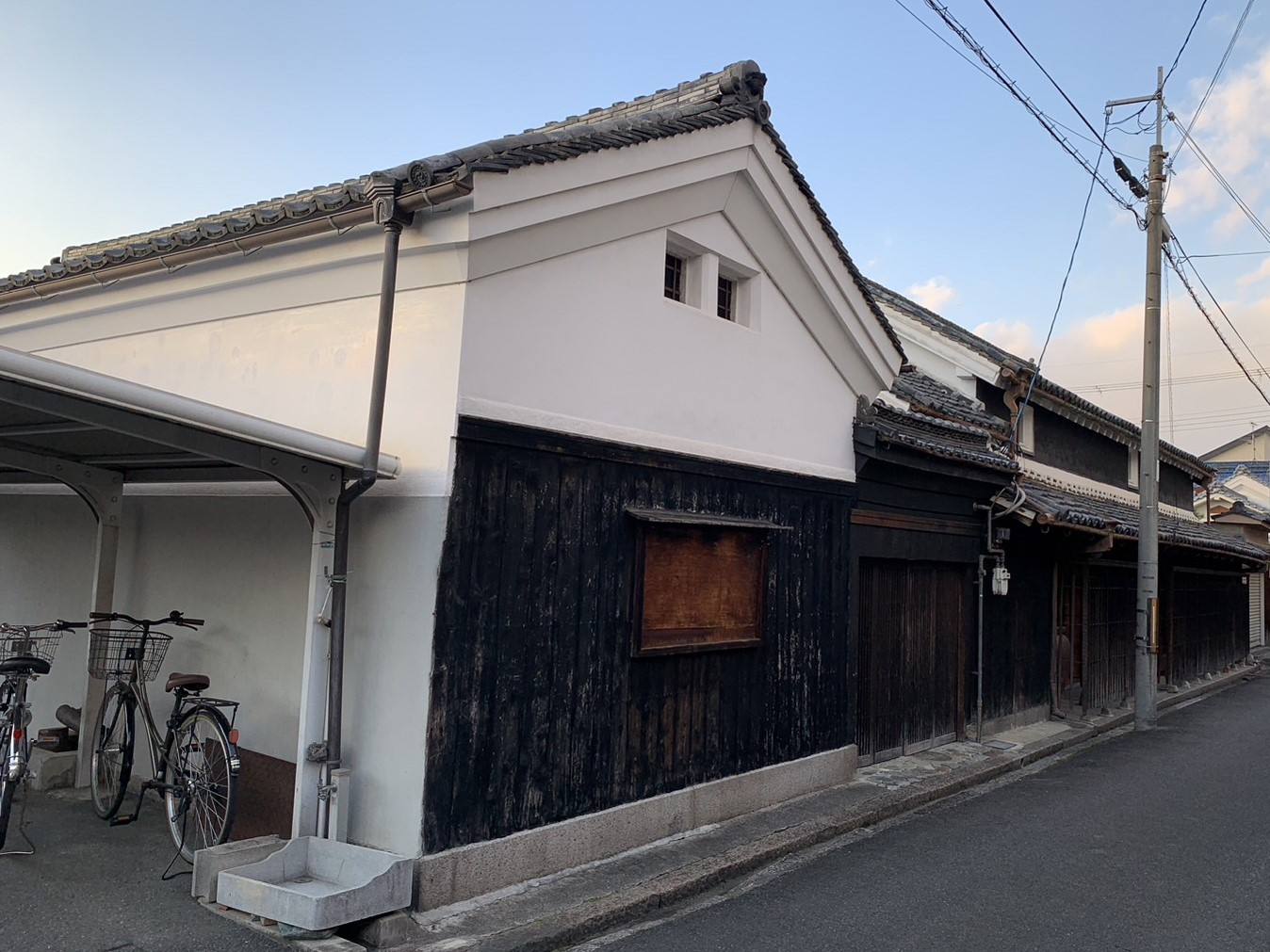
土蔵

以下3棟はいずれも登録有形文化財。
- 主屋 -  1792年建築[2]
- 座敷棟 - 明治時代後期
- 土蔵 - 1916年建築[3]

## 交通アクセス
所在地：奈良県御所市南中町1234
- 自動車
  - 南阪奈道路（大和高田バイパス）橿原高田インターチェンジを南へ15分
- 鉄道
  - JR和歌山線御所駅、近鉄御所線近鉄御所駅から徒歩約10分